# Horicon (Wisconsin)
Horicon ist eine Kleinstadt (mit dem Status „City“) im Dodge County im US-amerikanischen Bundesstaat Wisconsin. Im Jahr 2010 hatte Horicon 3655 Einwohner.

## Geografie
Horicon liegt im mittleren Südosten Wisconsins am Oberlauf des Rock River, einem linken Nebenfluss des Mississippi. Hinter der nördlichen Stadtgrenze beginnt die Horicon Marsh, ein Feuchtgebiet und Wildschutzgebiet, in dem die beiden Quellflüsse des Rock River zusammenfließen.
Die Stadt erstreckt sich über eine Fläche von 8,86 km².
Nachbarorte von Horicon sind Mayville (9,2 km nordöstlich), Iron Ridge (12,9 km südöstlich), Hustisford (14,3 km südsüdöstlich), Juneau (9,9 km südwestlich), Beaver Dam (17,6 km westlich) und Burnett (11,2 km nordwestlich).
Die nächstgelegenen größeren Städte sind Green Bay, am Michigansee (151 km nordnordöstlich), Wisconsins größte Stadt Milwaukee (82,1 km südöstlich), Chicago in Illinois (231 km südsüdöstlich), Rockford in Illinois (160 km südsüdwestlich) und Wisconsins Hauptstadt Madison (83,2 km südwestlich).

## Verkehr
Im Zentrum von Horicon treffen die Wisconsin State Highways 28, 33 zusammen. Alle weiteren Straßen sind untergeordnete Landstraßen, teils unbefestigte Fahrwege sowie innerörtliche Verbindungsstraßen.
In Horicon treffen zwei Strecken der Wisconsin and Southern Railroad (WSOR) aufeinander, einer regionalen (Class II) Frachtverkehrsgesellschaft.
In etwa zwei Kilometer Entfernung verläuft westlich des Stadtgebiets mit dem Wild Goose State Trail ein Rail Trail für Wanderer und Radfahrer. Im Winter kann der Wanderweg auch mit Schneemobilen und Skiern befahren werden.
Mit dem Dodge County Airport befindet sich 8,8 km westsüdwestlich ein kleiner Flugplatz. Die nächsten Verkehrsflughäfen sind der Dane County Regional Airport in Madison (79,3 km südwestlich) und der Milwaukee Mitchell International Airport in Milwaukee (92 Kilometer südöstlich).

## Bevölkerung
Nach der Volkszählung im Jahr 2010 lebten in Horicon 3655 Menschen in 1497 Haushalten. Die Bevölkerungsdichte betrug 412,5 Einwohner pro Quadratkilometer. In den 1497 Haushalten lebten statistisch je 2,42 Personen.
Ethnisch betrachtet setzte sich die Bevölkerung zusammen aus 95,7 Prozent Weißen, 0,4 Prozent Afroamerikanern, 0,1 Prozent amerikanischen Ureinwohnern, 0,7 Prozent Asiaten sowie 1,6 Prozent aus anderen ethnischen Gruppen; 1,5 Prozent stammten von zwei oder mehr Ethnien ab. Unabhängig von der ethnischen Zugehörigkeit waren 4,1 Prozent der Bevölkerung spanischer oder lateinamerikanischer Abstammung.
24,2 Prozent der Bevölkerung waren unter 18 Jahre alt, 62,4 Prozent waren zwischen 18 und 64 und 13,4 Prozent waren 65 Jahre oder älter. 49,9 Prozent der Bevölkerung war weiblich.
Das mittlere jährliche Einkommen eines Haushalts lag bei 56.202 USD. Das Pro-Kopf-Einkommen betrug 23.780 USD. 5,5 Prozent der Einwohner lebten unterhalb der Armutsgrenze.

## Bekannte Bewohner
- Hiram Barber (1835–1924) – republikanischer, abgeordneter des US-Repräsentantenhauses (1879–1881)[4] – wuchs in Horicon auf
- Charles Hawks (1899–1960) – republikanischer Abgeordneter des US-Repräsentantenhauses (1939–1941)[5] – geboren, aufgewachsen und beigesetzt in Horicon[6]
- Marian Radke-Yarrow (1918–2007) – Psychologin[7] – geboren und aufgewachsen in Horicon